# タチウオ

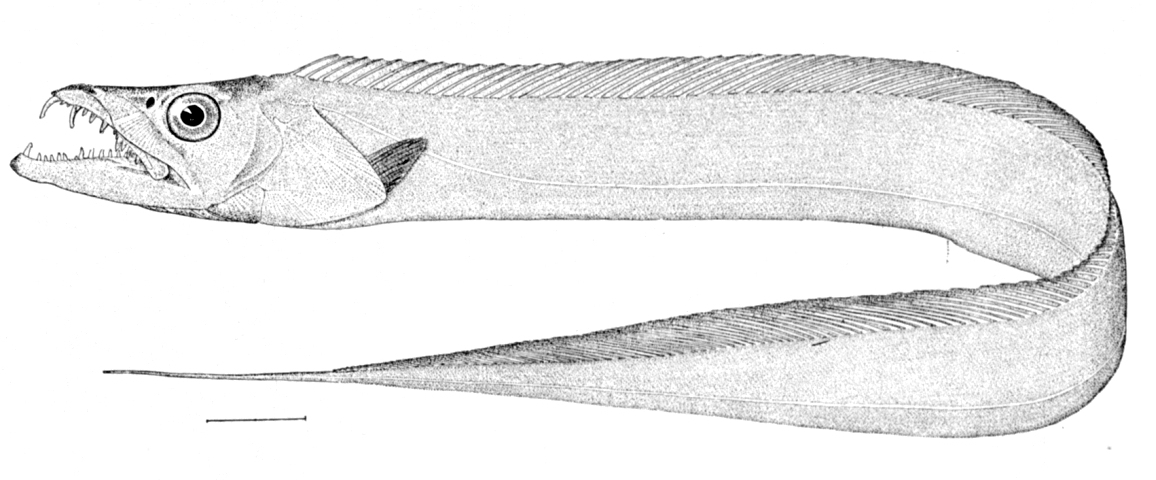
G. Brown Goode & Tarleton H. Bean, Oceanic Ichthyology (1896)

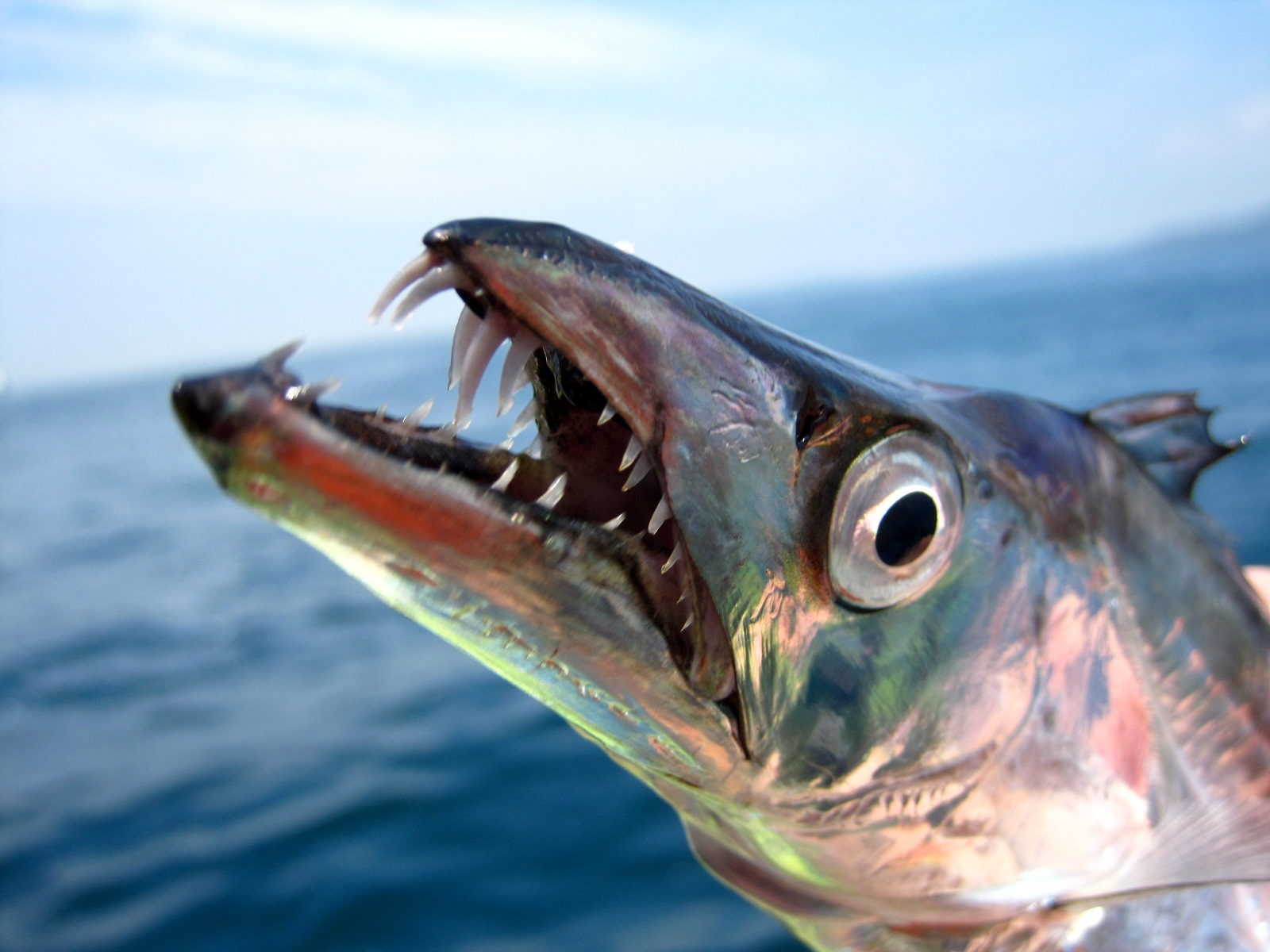
鋭い歯

タチウオ（太刀魚、立魚、帯魚、魛、学名：Trichiurus lepturus、英名：Largehead hairtail）は、スズキ目サバ亜目タチウオ科に属する魚類。回遊魚。

## 生態
世界中の、熱帯・温帯域の沿岸から大陸棚にかけて棲息する。日本では北海道から九州南岸の沿岸部のほか、瀬戸内海で漁獲量が多い。
体長は150センチメートルから最大で234センチメートル。50センチメートル程度までに成長するのに約5年を要する。名前の由来は、金属光沢で平たく細長い体型から『太刀魚』、あるいは、水面の獲物を狙い垂直に立って泳ぐ習性から『立ち魚』とされる。
銀色に輝くのはグアニン色素層で覆われているためで、体表に鱗を持たない。胸ビレは発達せず、尾ビレや腹ビレは退化している一方で背ビレが大きく発達し（背中全体に伸びて130軟条以上）、運動は主に背ビレを波打たせて行う。
頭はとがっており、一見獰猛そうな鋭く発達した歯が目立つ。体は全体に左右に平たく、幅は指4本などと表現される。生きている間はやや青味がかった金属光沢を持つが、死後ほどなくすると灰色がかった銀色となる。
体表のグアニン層は人が指で触れただけですぐ落ちるほど落ちやすいが、生時は常に新しい層が生成し体を保護している。かつては銀粉を採取し、セルロイド製の文房具（筆箱や下敷きなど）や、模造真珠、マニキュアのラメに用いた。
産卵期は海域によって異なるが、概ね5月から10月。主産卵期は5月から6月。稚魚や幼魚のうちは、甲殻類の浮遊幼生や小さな魚などを食べている。成魚はカミソリのような歯で小魚を食べるが、時にはイカや甲殻類を食べることもある。ただし貝やエビなど硬い殻を持つものは一切口にしないことから、漁師たちは「タチウオは歯を大事にする」と言い習わしてきた。この鋭い歯は、人の皮膚も容易に切り裂くため、生きているタチウオを扱うときには手袋などをして身を守る事が推奨される。泳ぐ力は弱く、エサの魚に追い付かないためエサが近付いてくるのを待っている。
成魚と幼魚とは逆の行動パターンを持ち、成魚は夜間は深所にいて日中は上方に移動し、特に朝夕は水面近くまで群れて採餌をするが、幼魚は日中は泥底の上の100メートルほどの場所で群れていて、夜になると上方へ移動する。
潮流が穏やかな場所では頭を海面に向けて立ち泳ぎすることがある。場所によってはこの立ち泳ぎが群れになる事がある。これは、潮流によってタチウオが一箇所に流されて来たという説と、敵から逃げる際に体に当たる光を目晦ましにするためという説がある。潮流が早い場所では立ち泳ぎが出来ないため、この光景は見られない。

## 名前の由来
その外観が銀色で太刀に似ていることより、「太刀魚」（タチウオ）と名づけられた（「刀」の字を取って「魛」と表記することもある）。別名にタチノウオ、タチ、ハクナギ、ハクウオ、サワベル(福島県での呼び名でサーベルが由来)、シラガ、カトラスなどがある。英名の由来は、和名の由来と同じようにその外観が「カットラス（舶刀）」と呼ばれる湾曲した刃を持つ剣に似ていることから、「カットラスフィッシュ」 (Cutlassfish) と呼ばれる。また、「サーベルフィッシュ」と呼ばれることもある。

## シノニム
日本近海に分布するタチウオは、かつて他の地域のものと別種か別亜種とされ、Trichiurus japonicus、あるいは T. lepturus japonicusの学名が当てられていた。これを太平洋東岸に分布する T. nitens などとともに、世界の他の水域に生息する T. lepturus と東アジアのタチウオを含めてすべて同種として扱われていることが多かった。その後、それらを引用し、国際的なFAOの出版物により、タチウオは全世界に1種 Trichiurus leptutus とされた(Nakamura & Parin 1993; FAO species Catalogue, Vol. 15）。しかし、以前から異論も多く、現在分類学的にはかなり混乱している状態である。宮崎大学農学部の岩槻らの一連の研究で、世界には多くの同胞種が含まれていることが最近判明しつつあり、タチウオの未成魚と考えられてきたものが、全く別の種類の小型タチウオ類似種群の存在や、形態学的に類似するグループ毎にシノニム関係が現在明らかにされつつあるが、歴史上の命名規約の難しい問題があり、今後の早急な正しい学名の解決が望まれる。

## 人間との関わり

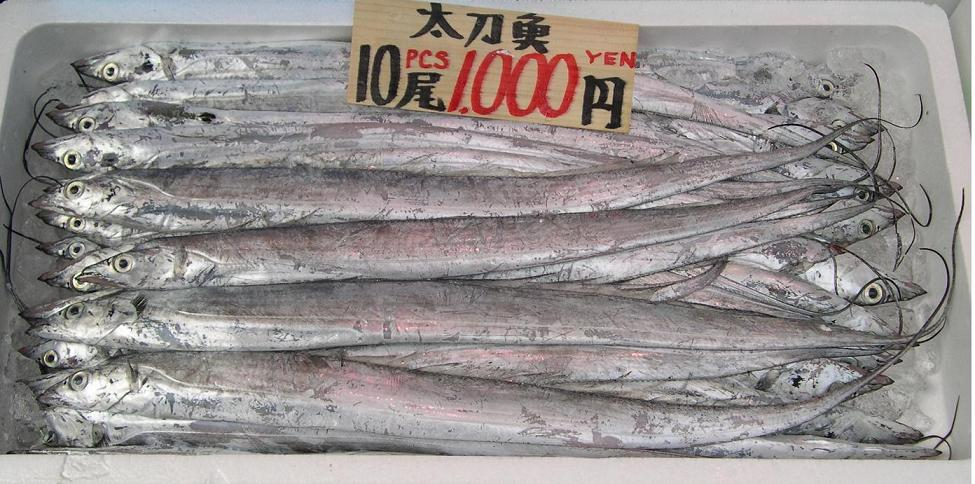
売られているタチウオ
（東京都内の店、2006年3月）

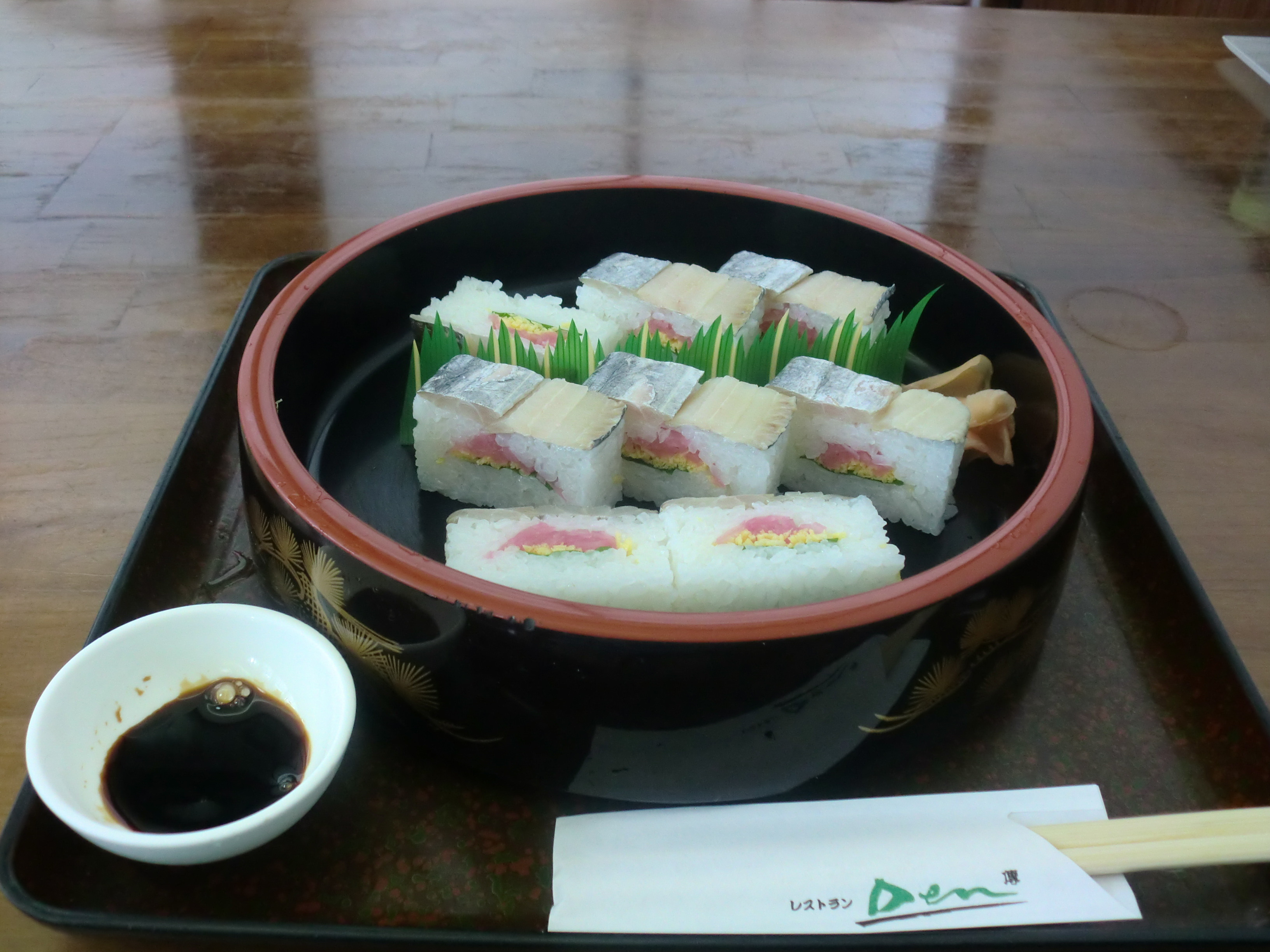
タチウオの押し寿司

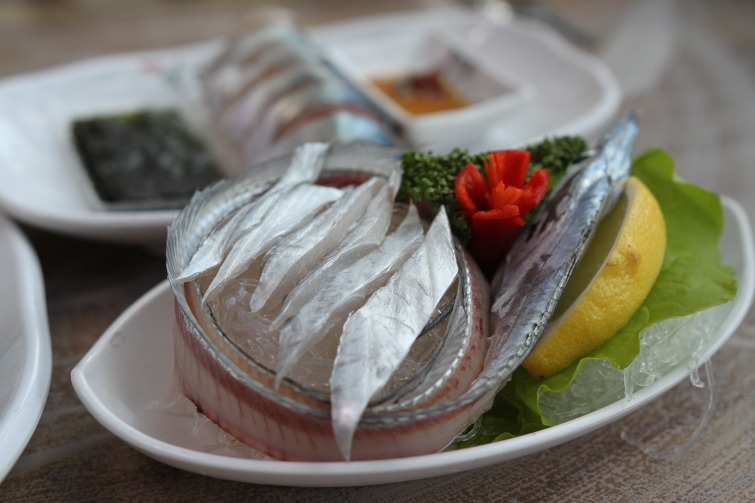
タチウオのフェ（刺身）

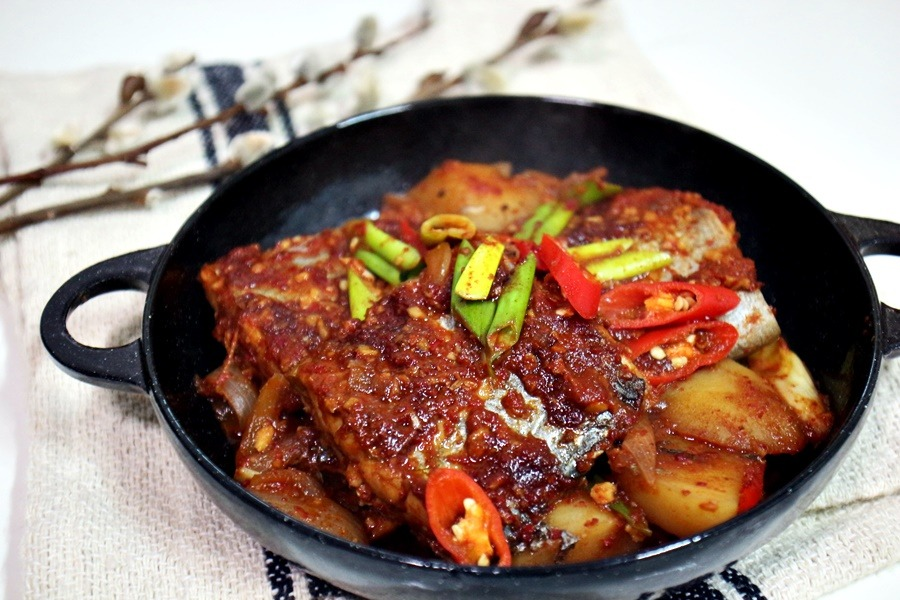
タチウオのチョリム

### 漁業
漁期は4月から10月で延縄漁（底曳縄）や底引き網漁により他の魚種と共に漁獲される。時に、タチウオに特化した底引き延縄漁が用いられる。

### 釣り
釣りの対象として人気が高い。特に大阪湾では秋から初冬の接岸時期に人気を集める対象魚で、陸釣り・船釣りともに釣り人でにぎわう。陸釣りでは、夜にキビナゴやイワシを餌にしたウキ釣りが人気がある。また、ルアーフィッシングも陸・船とも盛んである。東京湾では主に船釣りで釣られているが、船釣りは地域によって昼の釣りと夜釣りに分かれ、釣り方や使う道具も変化する。
120cm以上の大物はドラゴンと称される。

### 船釣り
関東地方の東京湾、相模湾でのタチウオの遊漁での船釣りは、日中の釣りになる。テンビンと呼ばれる、仕掛けの投入時に糸が絡むのを防ぐ為の道具にオモリと全長1.5 - 3メートルの1本針か2本針、たまに3本針の仕掛けを使う。餌は通常、サバやコノシロやイワシ等の切り身が用意される。魚群探知機でタチウオの遊泳層を探り、そこに仕掛けを投入し、上下の層を釣っていく。その日の条件によって、魚の餌への喰い方が違うので機嫌の悪い時はしっかりと餌を飲み込まないため針掛かりさせるのが難しく、又そこがこの釣りの面白さである。
関西地方の船釣りでは、昼、夜ともに釣りが行われる。テンヤと呼ばれる針に直にオモリが付いたものにイワシやサンマなどの餌を取り付けるタイプの仕掛けが使われる。釣り方は関東と同じく、魚の泳層を探してその上下の層を釣っていく。また、ルアーを使ってのジギングも近年盛んに行なわれている。

### 陸釣り
陸からの釣りは夜、外灯の有る港内や堤防などが釣り場となる。各地とも秋が最盛期で、電気ウキと歯の鋭いタチウオ用に、糸の代わりにワイヤを取り付けた針に餌を付けて釣る。もしくは、船で使うテンヤを小型にした様な仕掛けも使われる。船と同様、タチウオはなかなか餌を一気に喰わないので、ウキが沈んでも針に掛けるタイミングを取るのが難しく、面白い釣りである。また、船釣りと同じく、ルアーフィッシングも人気がある。

### 食材
種々の調理法で食用にする。肉は柔らかく、塩焼き（バター焼き）やムニエル、煮付け、唐揚げなどで美味。紀州・播州・天草では新鮮なものは皮ごとの刺身や寿司、酢の物などにも用いられる。また、和歌山県有田市周辺では、タチウオを骨ごと擂りつぶして揚げた「ほねく」（または「ほね天」）と呼ばれる揚げかまぼこが市販されている。

### 食材以外での利用
体表の銀箔のグアニンは、模造真珠の原料として使われていた（ここから、「ハクウオ」の名で呼ぶ地方もある）。

## タチウオと日韓漁業協定
タチウオは、煮魚や焼き魚として朝鮮料理では一般的な魚種となっている。しかしながら長年の乱獲がたたり資源が枯渇。韓国EEZ内の漁獲量は減少し続けており、韓国漁船が日韓漁業協定の枠内で日本側のEEZ内で操業を行うことで供給量の確保がなされる一方、日本国内で漁獲されるタチウオも韓国での需要に応じて輸出されるケースも見られるようになった。いわばタチウオは、日韓漁業協定では重要な魚種となっている。ところが2016年度においては、漁獲量や入漁ルールなどをめぐり両国間の交渉が決裂。日本側のEEZ内で韓国漁船の操業が不可能になったことから、韓国内でタチウオの品薄感が高まり、2016年秋口には価格が高騰する現象も見られた。